# Oktawia Fedeńczak
Oktawia Fedeńczak (* 5. Oktober 1998 in Piotrków Trybunalski, geborene Oktawia Płomińska) ist eine polnische Handballspielerin.

## Karriere
Oktawia Płomińska spielte zunächst bis 2017 für KPR Ruch Chorzów. Von 2017 bis 2019 stand sie im Kader von Pogoń Szczecin. Mit Szczecin stand sie 2019 im Finale des EHF Challenge Cup. Nach jeweils einer Saison für MTS Żory und Piotrcovia Piotrków Trybunalski wechselte sie 2021 zu MKS Lublin.
Ihr Debüt für die polnischen Nationalmannschaft gab sie im März 2021 gegen Tschechien. Sie stand im Kader für die Weltmeisterschaft 2021 und erzielte dabei 10 Tore in 6 Spielen.